# 芒廷梅薩 (加利福尼亞州)
芒廷梅薩（英語：Mountain Mesa）是位於美國加利福尼亞州克恩縣的一個人口普查指定地區。

## 地理
芒廷梅薩的座標為35°38′22″N 118°24′20″W / 35.63944°N 118.40556°W，而該地最高點為海拔高度805米（即2641英尺）。

## 人口
根據2010年美國人口普查的數據，芒廷梅薩的面積為2.152平方千米，當中陸地面積為2.152平方千米，而水域面積為0.000平方千米。當地共有人口777人，而人口密度為每平方千米361人。